# Saut à la perche aux championnats du monde d'athlétisme
Pour un article plus général, voir Championnats du monde d'athlétisme.
Le saut à la perche masculin fait partie des épreuves inscrites au programme des premiers championnats du monde d'athlétisme, en 1983, à Helsinki. L'épreuve féminine ne fait sa première apparition dans cette compétition qu'en 1999 à l'occasion des mondiaux de Séville.
Avec six médailles d'or remportées, consécutivement de 1983 à 1997, l'Ukrainien Sergueï Bubka est l'athlète le plus titré dans cette épreuve. La Russe Yelena Isinbayeva (3 titres en 2005, 2007 et 2013) détient quant à elle le record de victoires féminines.
Les records des championnats du monde appartiennent, chez les hommes, au Suédois Armand Duplantis, auteur de 6,21 m le 24 juillet 2022 lors des mondiaux d'Eugene, et chez les femmes à Yelena Isinbayeva qui franchit 5,01 m le 12 août 2005 en finale des championnats du monde d'Helsinki. Ces deux performances sont des records du monde.

## Éditions
| Années | 83 | 87 | 91 | 93 | 95 | 97 | 99 | 01 | 03 | 05 | 07 | 09 | 11 | 13 | 15 | 17 | 19 | 22 | 23 | Total |
| ------ | -- | -- | -- | -- | -- | -- | -- | -- | -- | -- | -- | -- | -- | -- | -- | -- | -- | -- | -- | ----- |
| Hommes | X  | X  | X  | X  | X  | X  | X  | X  | X  | X  | X  | X  | X  | X  | X  | X  | X  | X  | X  | 19    |
| Femmes |    |    |    |    |    |    | X  | X  | X  | X  | X  | X  | X  | X  | X  | X  | X  | X  | X  | 13    |

## Hommes

### Historique

#### 1983-1995

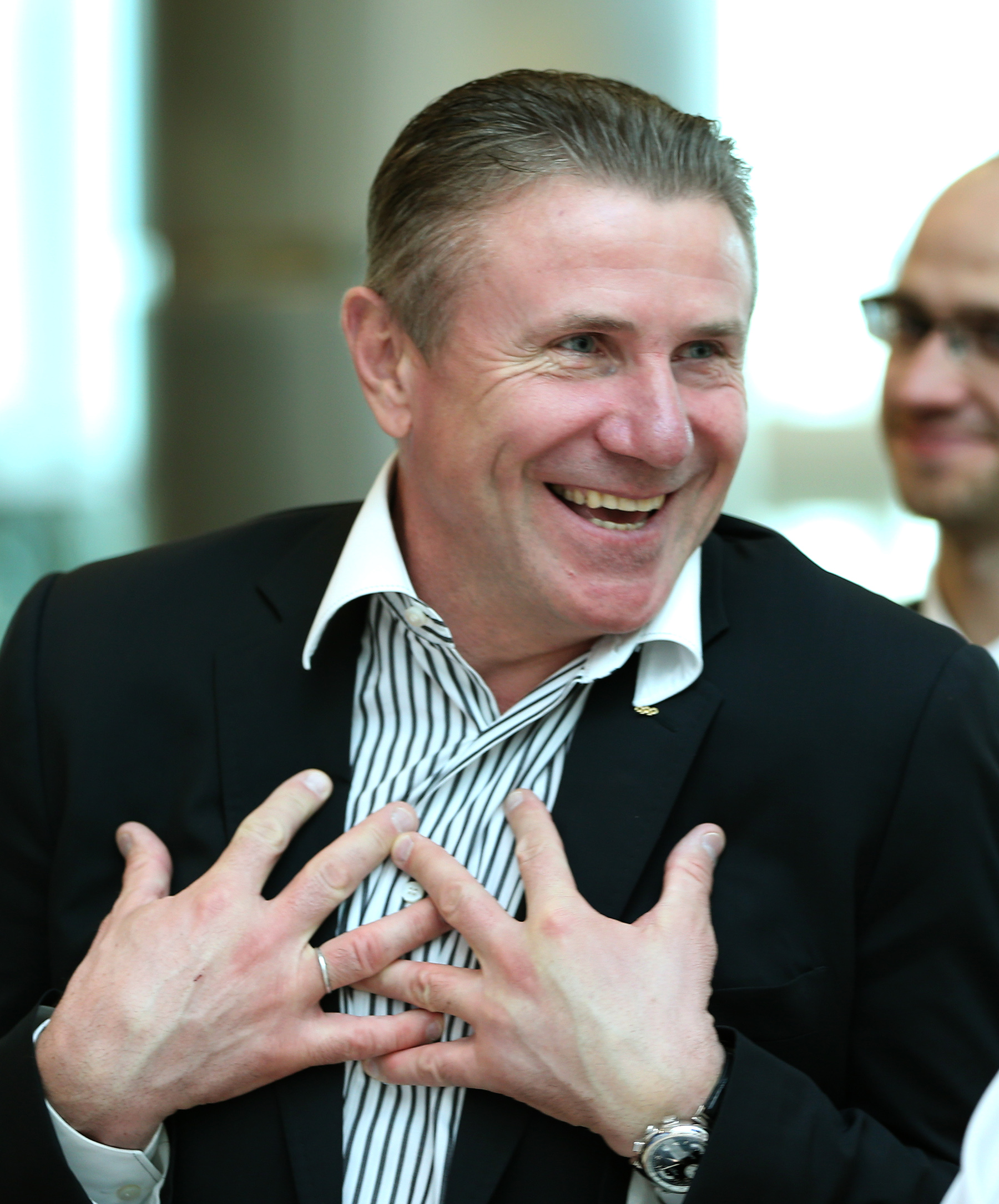
L'Ukrainien Sergueï Bubka détient le record de victoires aux championnats du monde en plein air avec six titres, remportés de 1983 à 1997.

Lors des premiers championnats du monde d'athlétisme, en 1983, à Helsinki en Finlande, de fortes pluies torrentielles entraînent l'annulation du concours des qualifications, et les vingt-sept athlètes engagés se retrouvent automatiquement en finale. Le lendemain, le 14 août, au terme d'un concours de près de sept heures, et dans des conditions météorologiques toujours difficiles, le Soviétique Sergueï Bubka, âgé de dix-neuf ans seulement, remporte à la surprise générale le concours en étant le seul à franchir la hauteur de 5,70 m. Il devance finalement le favori de l'épreuve, son compatriote Konstantin Volkov, et le Bulgare Atanas Tarev, auteurs de 5,60 m tous les deux. Le Brésilien Tomas Valdemar Hintnaus (en), cinquième de l'épreuve, bat le record d'Amérique du Sud avec 5,50 m.
Sergueï Bubka, qui détient depuis 1984 le record du monde de la discipline, parvient à conserver son titre en 1987 aux mondiaux de Rome en effectuant deux sauts seulement, à 5,70 m et 5,85 m, nouveau record de la compétition. Il devance le Français Thierry Vigneron et l'autre Soviétique Rodion Gataullin, auteurs tous les deux de 5,80 m et départagés aux nombre d'essais.
En portant le record mondial à 6,10 m en août 1991, Sergueï Bubka fait figure de grand favori pour les championnats du monde de 1991 disputés moins d'un mois plus tard à Tokyo au Japon. Il s'y adjuge son troisième titre mondial consécutif en effaçant une barre à 5,95 m (record de la compétition) à son troisième essai, devançant sur le podium le Hongrois István Bagyula (5,90 m) et le Soviétique Maksim Tarasov (5,85 m).
En 1993, aux mondiaux de Stuttgart, Bubka concourt pour l'équipe d'Ukraine. Il remporte son quatrième titre de champion du monde en entamant son concours par une hauteur de 5,70 m, puis en franchissant 5,90 m et 6,00 m à son premier essai, nouveau record de la compétition. Seul le Kazakhe Grigoriy Yegorov parvient à lui contester sa suprématie en terminant deuxième du concours avec un saut à 5,90 m (record d'Asie). Les Russes Maksim Tarasov et Igor Trandenkov terminent quant à eux médaillés de bronze ex æquo avec 5,80 m.
Le 11 août 1995, aux championnats du monde de Göteborg, l'Ukrainien décroche son cinquième titre planétaire consécutif, douze ans après son premier succès obtenu à Helsinki. Avec 5,92 m, il devance le Russe Maksim Tarasov et le Français Jean Galfione, crédités de 5,86 m tous les deux mais départagés au nombre d'essais.

#### 1997-2005

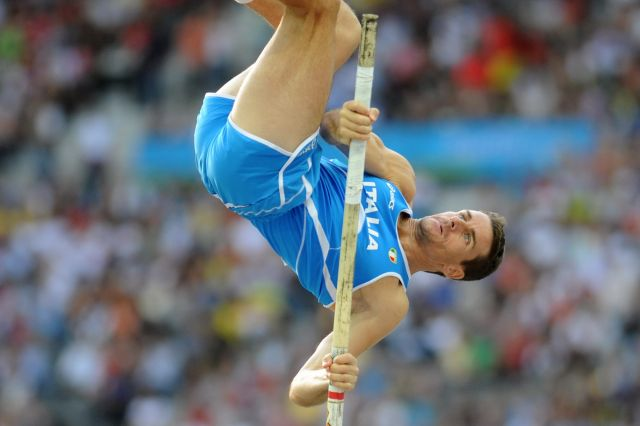
Giuseppe Gibilisco, champion du monde en 2003.

Blessé aux tendons d'Achille, et opéré en fin d'année 1996, la participation de Sergueï Bubka aux mondiaux d'Athènes, en 1997, est confirmée au dernier moment. Auteur de 5,70 m en qualification, il se hisse en finale et franchit 5,91 m à son deuxième essai, avant de faire l'impasse à 5,96 m. Puis, à sa première tentative, il efface la barre supérieure positionnée à 6,01 m (record de l'épreuve) et décroche ainsi son sixième et dernier titre de champion du monde, devant Maksim Tarasov (5,96 m) et l'Américain Dean Starkey (5,91 m).
Aux championnats du monde de 1999, à Séville, compétition que Bubka ne dispute pas pour cause de blessure, la victoire revient au Russe Maksim Tarasov, déjà médaillé d'argent en 1995 et 1997, qui établit un nouveau record de la compétition en finale en franchissant 6,02 m à son premier essai. Il devance l'Australien Dmitri Markov (5,90 m) et l'Israélien Aleksandr Averbukh, auteur d'un nouveau record national avec 5,80 m.
En 2001, lors des mondiaux d'Edmonton au Canada, Dmitri Markov remporte le titre mondial et améliore le record des championnats avec un saut à 6,05 m réussi à son deuxième essai. Aleksandr Averbukh et l'Américain Nick Hysong complètent le podium avec 5,85 m.
L'Italien Giuseppe Gibilisco, qui ne faisait pas partie des favoris à la victoire finale, décroche la médaille d'or des championnats du monde 2003, au Stade de France de Saint-Denis en établissant un nouveau record national avec 5,90 m, franchis à son premier essai. Il devance sur le podium le Sud-Africain Okkert Brits et le Suédois Patrik Klüft (5,85 m).
Deux ans plus tard, aux mondiaux d'Helsinki, le Néerlandais Rens Blom remporte le titre mondial en étant le seul à franchir une barre à 5,80 m. L'Américain Brad Walker est médaillé d'argent avec 5,75 m et le Russe Pavel Gerasimov médaillé de bronze avec 5,65 m.

#### 2007-2015

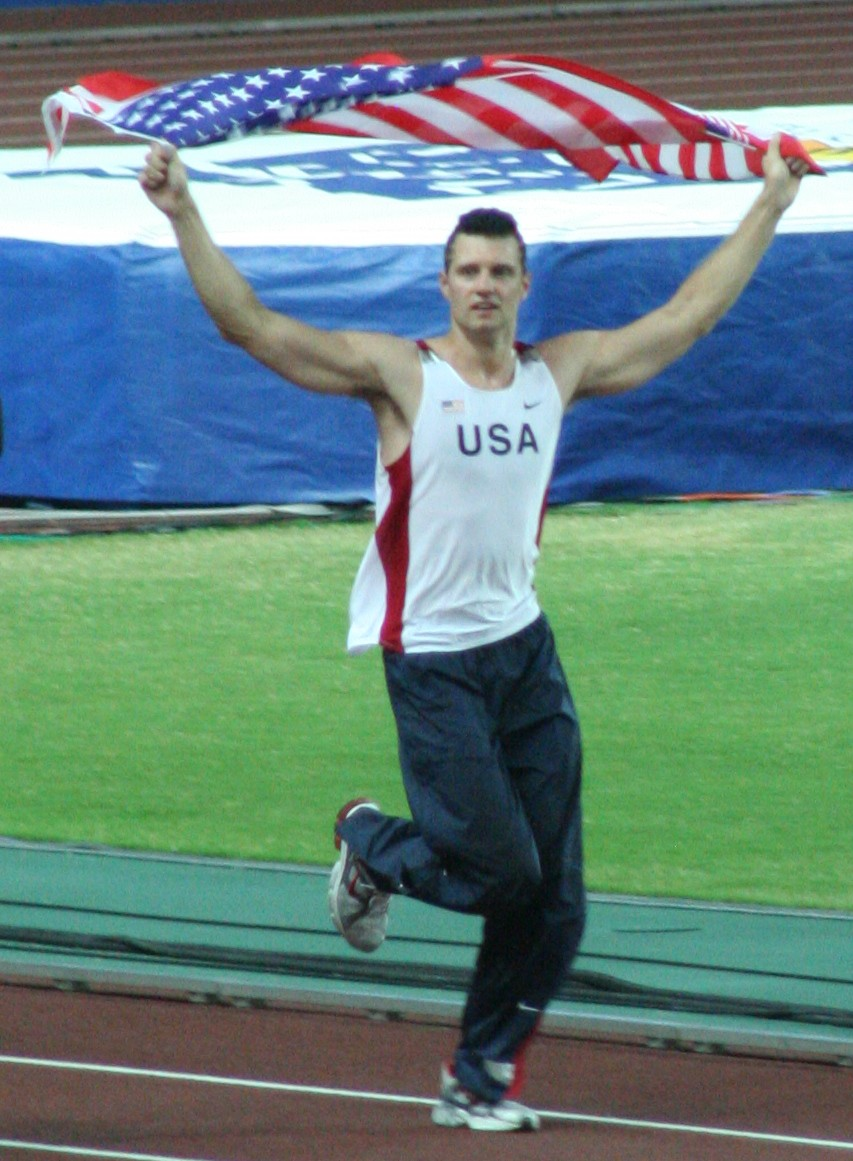
Brad Walker, titré en 2007.

Brad Walker, auteur de la meilleure performance mondiale de l'année 2007 avec 5,95 m, confirme son rang en s'imposant lors des championnats du monde de 2007, à Osaka au Japon. Il franchit une barre de 5,86 m en compagnie du Français Romain Mesnil, mais il devance finalement ce dernier en étant le seul à effacer cette hauteur à son premier essai. L'Allemand Danny Ecker est troisième du concours avec 5,81 m.
En 2009, aux mondiaux de Berlin, l'Australien Steven Hooker s'impose avec un saut à 5,90 m passé à son premier essai, et devance les Français Romain Mesnil, deuxième avec 5,85 m, et Renaud Lavillenie, crédité pourtant de la meilleure performance mondiale de l'année avec 6,01 m, qui monte sur la troisième marche du podium avec 5,80 m.
Renaud Lavillenie se classe à nouveau troisième lors des championnats du monde de 2011, à Daegu en Corée du Sud, s'inclinant devant le Polonais Paweł Wojciechowski et le Cubain Lázaro Borges qui égalent la meilleure performance mondiale de l'année du Français. Wojciechowski l'emporte sur Borges aux nombres d'essais.
Aux mondiaux 2013 de Moscou, l'Allemand Raphael Holzdeppe remporte le concours avec 5,89 m. Il devance au nombre d'essais Renaud Lavillenie qui obtient sa troisième médaille consécutive dans cette compétition, et l'autre Allemand Björn Otto (5,82 m).
Lors des championnats du monde 2015, à Pékin, le Canadien Shawnacy Barber est le seul compétiteur à franchir la hauteur de 5,90 m au premier essai. Il remporte la médaille d'or, devant l'Allemand Raphael Holzdeppe qui ne passe cette barre qu'à sa troisième tentative, et devant trois athlètes ex æquo pour la médaille de bronze avec 5,80 m : Paweł Wojciechowski, Renaud Lavillenie et le Polonais Piotr Lisek.

#### Depuis 2017

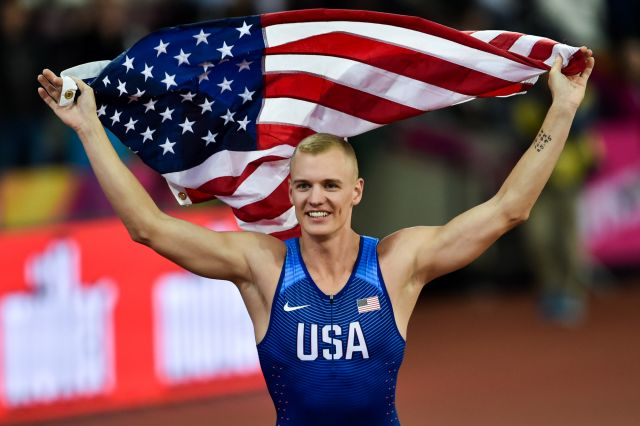
Sam Kendricks, champion du monde en 2017 et 2019.

En 2017, aux championnats du monde de Londres, l'Américain Sam Kendricks devient pour la première fois de sa carrière champion du monde en franchissant 5,95 à son troisième essai. Auparavant, il a franchi comme à son habitude toutes les barres proposées soit 5,50 — 5,65 — 5,75 — 5,82 et 5,89 m à son premier essai. Il saute également une fois en vain à 6,01 avant d'arrêter son concours, dès lors que Renaud Lavillenie échoue à sa seule tentative possible. Il devance sur le podium le Polonais Piotr Lisek (5,89 m) et Renaud Lavillenie (5,89 m) qui obtient sa cinquième médaille consécutive en championnats du monde.

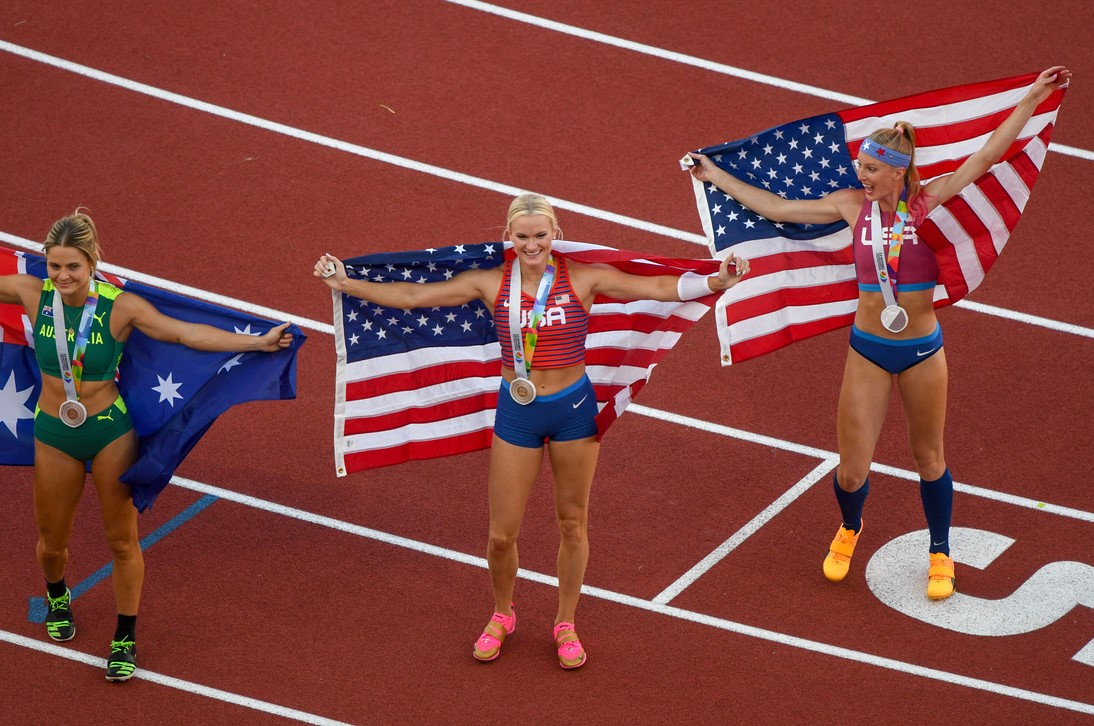
Médaillées des championnats du monde 2022.

Lors des championnats du monde 2019 de Doha, Sam Kendricks devient le premier perchiste à conserver son titre mondial en plein air depuis Sergueï Bubka, lequel avait réussi l'exploit de remporter six titres mondiaux d'affilée entre 1983 et 1997. Renaud Lavillenie, qui était sur le podium des championnats du monde sans discontinuer depuis 2009, est éliminé dès les qualifications, ne réussissant pas à passer la barre qualificative des 5,70 m. Jusqu'à 5,87 m, le Polonais Piotr Lisek est en tête du concours mais il échoue une fois à 5,92 m puis deux fois à 5,97 m, barre que réussissent à franchir au troisième essai Armand Duplantis et Sam Kendricks. C'est finalement l'Américain qui est sacré champion du monde car il n'a eu besoin que d'un essai pour passer 5,92 m, contre trois pour le Suédois.
En 2022 à Eugene, Sam Kendricks ne peut défendre son titre à la suite de son opération au genou. En finale, 10 athlètes franchissent la hauteur de 5,70 m, 7 athlètes la hauteur de 5,80 m, et 7 athlètes la hauteur de 5,87 m. Le podium se dessine à 5,94 m, barre que seuls Armand Duplantis (à son premier essai), l'Américain Chris Nilsen (à son premier essai) et le Philippin Ernest Obiena (à son deuxième essai, record d'Asie) parviennent à effacer. Armand Duplantis est ensuite le seul à franchir la barre des 6,00 m et décroche son premier titre de champion du monde, devant Nilsen et Obiena. Assuré de sa médaille d'or, il tente et franchit à son deuxième essai une barre à 6,21 m, améliorant d'un centimètre son propre record du monde qui est battu pour la première fois dans le cadre des championnats du monde. Il améliore de ce fait le record des championnats du monde qui était détenu par Dmitri Markov depuis les mondiaux d'Edmonton 2001 avec 6,05 m.

### Palmarès
| Édition | Or                         | Argent                    | Bronze                                                   |
| ------- | -------------------------- | ------------------------- | -------------------------------------------------------- |
| 1983    | Sergueï Bubka 5,70 m       | Konstantin Volkov 5,60 m  | Atanas Tarev 5,60 m                                      |
| 1987    | Sergueï Bubka 5,85 m       | Thierry Vigneron 5,80 m   | Rodion Gataullin 5,80 m                                  |
| 1991    | Sergueï Bubka 5,95 m       | István Bagyula 5,90 m     | Maksim Tarasov 5,85 m                                    |
| 1993    | Sergueï Bubka 6,00 m       | Grigoriy Yegorov 5,90 m   | Igor Trandenkov Maksim Tarasov 5,80 m                    |
| 1995    | Sergueï Bubka 5,92 m       | Maksim Tarasov 5,86 m     | Jean Galfione 5,86 m                                     |
| 1997    | Sergueï Bubka 6,01 m       | Maksim Tarasov 5,96 m     | Dean Starkey 5,91 m                                      |
| 1999    | Maksim Tarasov 6,02 m      | Dmitri Markov 5,90 m      | Aleksandr Averbukh 5,80 m                                |
| 2001    | Dmitri Markov 6,05 m       | Aleksandr Averbukh 5,85 m | Nick Hysong 5,85 m                                       |
| 2003    | Giuseppe Gibilisco 5,90 m  | Okkert Brits 5,85 m       | Patrik Kristiansson 5,85 m                               |
| 2005    | Rens Blom 5,80 m           | Brad Walker 5,75 m        | Pavel Gerasimov 5,65 m                                   |
| 2007    | Brad Walker 5,86 m         | Romain Mesnil 5,86 m      | Danny Ecker 5,81 m                                       |
| 2009    | Steven Hooker 5,90 m       | Romain Mesnil 5,85 m      | Renaud Lavillenie 5,80 m                                 |
| 2011    | Paweł Wojciechowski 5,90 m | Lázaro Borges 5,90 m      | Renaud Lavillenie 5,85 m                                 |
| 2013    | Raphael Holzdeppe 5,89 m   | Renaud Lavillenie 5,89 m  | Björn Otto 5,82 m                                        |
| 2015    | Shawnacy Barber 5,90 m     | Raphael Holzdeppe 5,90 m  | Paweł Wojciechowski Renaud Lavillenie Piotr Lisek 5,80 m |
| 2017    | Sam Kendricks 5,95 m       | Piotr Lisek 5,89 m        | Renaud Lavillenie 5,89 m                                 |
| 2019    | Sam Kendricks 5,97 m       | Armand Duplantis 5,97 m   | Piotr Lisek 5,87 m                                       |
| 2022    | Armand Duplantis 6,21 m    | Chris Nilsen 5,94 m       | Ernest Obiena 5,94 m                                     |
| 2023    | Armand Duplantis 6,10 m    | Ernest Obiena 6,00 m      | Chris Nilsen Kurtis Marschall 5,95 m                     |

### Multiples médaillés
| Rang | Athlète             | Pays                       | Période   | Or | Argent | Bronze | Total |
| ---- | ------------------- | -------------------------- | --------- | -- | ------ | ------ | ----- |
| 1    | Sergueï Bubka       | Union soviétique / Ukraine | 1983–1997 | 6  | 0      | 0      | 6     |
| 2    | Armand Duplantis    | Suède                      | 2019–2023 | 2  | 1      | 0      | 3     |
| 3    | Sam Kendricks       | États-Unis                 | 2017–2019 | 2  | 0      | 0      | 2     |
| 4    | Maksim Tarasov      | Russie                     | 1991–1999 | 1  | 2      | 2      | 5     |
| 5=   | Dmitri Markov       | Australie                  | 1999–2001 | 1  | 1      | 0      | 2     |
| 5=   | Brad Walker         | États-Unis                 | 2005–2007 | 1  | 1      | 0      | 2     |
| 5=   | Raphael Holzdeppe   | Allemagne                  | 2013–2015 | 1  | 1      | 0      | 2     |
| 8    | Paweł Wojciechowski | Pologne                    | 2011–2015 | 1  | 0      | 1      | 2     |
| 9    | Romain Mesnil       | France                     | 2007–2009 | 0  | 2      | 0      | 2     |
| 10   | Renaud Lavillenie   | France                     | 2009–2017 | 0  | 1      | 4      | 5     |
| 11   | Piotr Lisek         | Pologne                    | 2015–2017 | 0  | 1      | 2      | 3     |
| 12=  | Aleksandr Averbukh  | Israël                     | 1999–2001 | 0  | 1      | 1      | 2     |
| 12=  | Chris Nilsen        | États-Unis                 | 2022–2023 | 0  | 1      | 1      | 2     |
| 12=  | Ernest Obiena       | Philippines                | 2022–2023 | 0  | 1      | 1      | 2     |

### Records des championnats
| Hauteur | Athlète          | Lieu      | Date             | Record |
| ------- | ---------------- | --------- | ---------------- | ------ |
| 5,85 m  | Sergueï Bubka    | Rome      | 5 septembre 1987 |        |
| 5,90 m  | István Bagyula   | Tokyo     | 29 août 1991     |        |
| 5,95 m  | Sergueï Bubka    | Tokyo     | 29 août 1991     |        |
| 6,00 m  | Sergueï Bubka    | Stuttgart | 19 août 1993     |        |
| 6,01 m  | Sergueï Bubka    | Athènes   | 10 août 1997     |        |
| 6,02 m  | Maksim Tarasov   | Séville   | 26 août 1999     |        |
| 6,05 m  | Dmitriy Markov   | Edmonton  | 9 août 2001      |        |
| 6,21 m  | Armand Duplantis | Eugene    | 24 juillet 2022  | WR     |

## Femmes

### Historique

#### 1999-2005

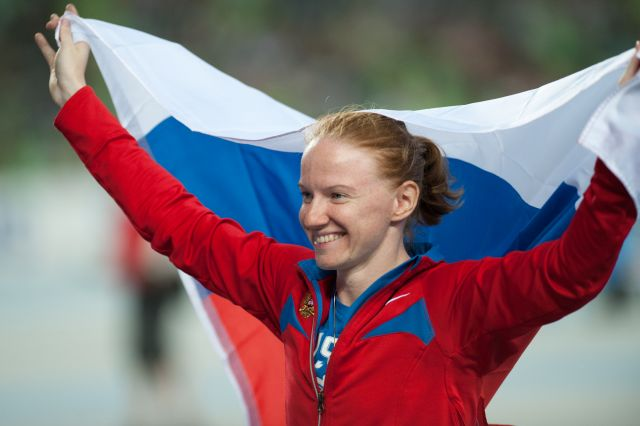
Svetlana Feofanova, championne du monde en 2003.

Le concours du saut à la perche féminin fait sa première apparition lors des championnats du monde de Séville en 1999, et est remporté par l'Américaine Stacy Dragila qui égale le record du monde de l'Australienne Emma George avec 4,60 m. Elle devance sur le podium l'Ukrainienne Anzhela Balakhonova et l'Australienne Tatiana Grigorieva.
Aux championnats du monde de Edmonton en 2001, Stacy Dragila conserve son titre mondial grâce à un saut à 4,75 m, devançant aux essais la Russe Svetlana Feofanova. La médaille de bronze revient à la Polonaise Monika Pyrek avec 4,55 m.
A Paris en 2003, Svetlana Feofanova est sacrée championne du monde avec 4,75 m, deux ans après sa médaille d'argent. Elle s'impose devant l'Allemande Annika Becker (4,70 m) et la prometteuse Russe de 21 ans Yelena Isinbayeva (4,65 m) qui avait battu le record du monde quelques semaines auparavant avec un saut à 4,82 m.
Aux Mondiaux de Helsinki en 2005, Yelena Isinbayeva devient pour la première fois de sa carrière championne du monde en portant son propre record du monde à 5,01 m (réussis lors de sa seconde tentative), et ce malgré des conditions climatiques difficiles. Si ce record du monde a ensuite été battu, le record des Championnats du monde tient lui toujours. Isinbayeva relègue ainsi sa dauphine, la Polonaise Monika Pyrek (déjà troisième en 2001), à 41 centimètres, soit le plus grand écart jamais enregistré dans un concours du saut à la perche aux Mondiaux, hommes et femmes confondus. La Tchèque Pavla Hamackova-Rybova prend la troisième place avec 4,50 m.

#### 2007-2015

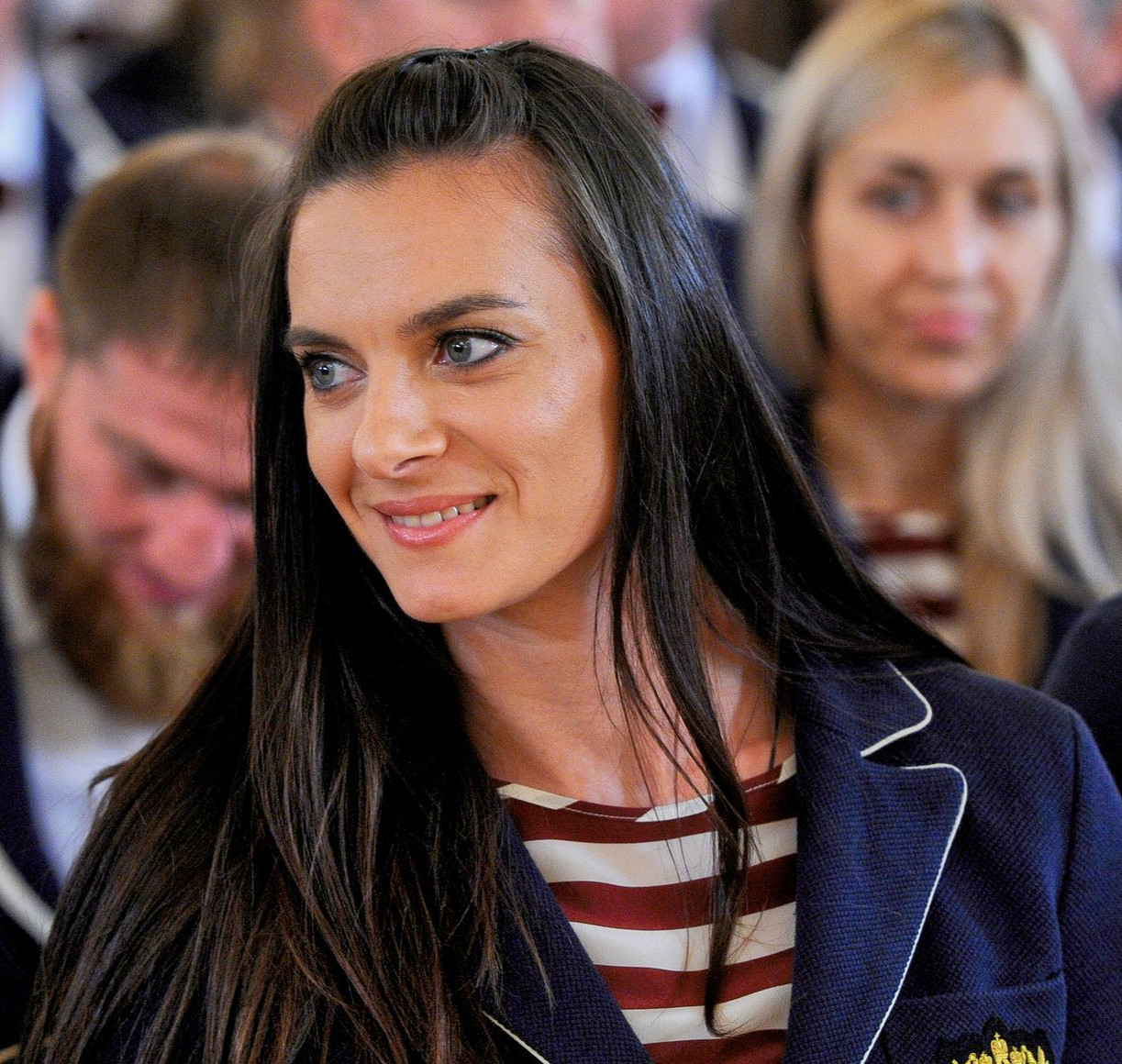
Yelena Isinbayeva, championne du monde en 2005, 2007 et 2013, et détentrice du record des championnats du monde avec 5.01 m.

Yelena Isinbayeva conserve son titre mondial lors des championnats du monde de Osaka en 2007 en passant 4,80 m à son second essai, une hauteur que ses deux principales concurrentes, la Tchèque Katerina Badurová et la Russe Svetlana Feofanova (respectivement deuxième et troisième) ne parviennent pas à franchir. Isinbayeva échoue ensuite à trois reprises à 5,02 m, ce qui aurait constitué un nouveau record du monde.
A Berlin en 2009, Isinbayeva ne franchit aucune barre (un échec à 4,75 m et deux échecs à 4,80 m) et termine dernière du concours à la surprise générale, laissant la médaille d'or à la Polonaise Anna Rogowska qui remporte le concours avec un saut à 4,75 m. Derrière elle, l'Américaine Chelsea Johnson et la Polonaise Monika Pyrek se partagent la deuxième marche du podium, ayant toutes les deux réussi à passer 4,65 m avec le même nombre d'essais. Il s'agit de la troisième médaille mondiale pour Pyrek, et de sa deuxième en argent.
Aux championnats du monde de Daegu en 2011, la Brésilienne Fabiana Murer obtient la médaille d'or en égalant son propre record d'Amérique du Sud à 4,85 m, devançant sur le podium l'Allemande Martina Strutz (4,80 m) et la Russe Svetlana Feofanova (4,75 m), laquelle remporte la quatrième médaille de sa carrière aux Mondiaux. Yelena Isinbayeva connaît quant à elle une nouvelle désillusion en ne se classant que sixième avec 4,65 m.
En 2013 à Moscou, Isinbayeva reprend la main sur le saut à la perche féminin en remportant son troisième titre mondial, son premier depuis six ans. Avec un saut réussi à 4,89 m, elle s'impose à domicile devant l'Américaine Jennifer Suhr, championne olympique en 2012, et la Cubaine Yarisley Silva, toutes deux auteures de 4,82 m.
En l'absence de la "Tsarine" Yelena Isinbayeva pour cause de maternité, Yarisley Silva remporte la médaille d'or à l'occasion des championnats du monde de Pékin en 2015. Seule athlète à franchir 4,90 m à son troisième et dernier essai, elle devient la première championne du monde cubaine du saut à la perche, deux ans après sa médaille de bronze. La Brésilienne Fabiana Murer, championne du monde en 2011, et la Grecque Nikoléta Kiriakopoúlou complètent le podium.

#### Depuis 2017
Lors des championnats du monde de Londres en 2017, la Grecque Ekateríni Stefanídi gagne la médaille d'or en étant la seule athlète à passer 4,82 m, avant de franchir 4,91 m, nouveau record de Grèce. Elle bat ainsi sa principale adversaire l'Américaine Sandi Morris qui se classe deuxième avec une barre à 4,75 m. La Vénézuélienne Robeilys Peinado et la championne du monde en titre Yarisley Silva terminent ex-aequo à 4,65 m et décrochent donc toutes les deux la médaille de bronze. Cette médaille est historique pour Peinado puisqu'elle devient la première athlète (hommes et femmes confondus) à remporter une médaille pour le Venezuela aux championnats du monde.
Aux Mondiaux de Doha en 2019, le titre revient à la Russe Anzhelika Sidorova qui concourt en tant qu'athlète neutre autorisée. Seule perchiste à franchir 4,95 m à sa troisième tentative, Sidorova bat Sandi Morris de 5 centimètres et la tenante du titre Ekaterini Stefanidi de 10 centimètres.
Championne olympique en 2021, l'Américaine Katie Nageotte remporte les championnats du monde 2022 à Eugene, en franchissant 4,85 m, à son premier essai. Elle devance Sandi Morris, 4,85 m également mais franchi à son deuxième essai, et l'Australienne Nina Kennedy, médaillée de bronze avec 4,80 m. Anzhelika Sidorova, la tenante du titre, est absente de ces championnats pour cause de suspension de l'équipe russe après l'Invasion de l'Ukraine par la Russie
Lors des championnats du monde 2023 à Budapest, Katie Moon (ex-Nageotte) est sacrée pour la deuxième fois de sa carrière championne du monde, mais cette fois ex-aequo avec l'Australienne Nina Kennedy. Les deux femmes effectuent en effet le même nombre d'essais durant le concours, franchissant toutes les deux 4,90 m à leur troisième tentative. Elles décident d'un commun accord de se partager la médaille d'or, ce qui est une première au saut à la perche dans l'histoire des Mondiaux, hommes et femmes confondus. Wilma Murto est médaillée de bronze avec 4,80 m.

### Palmarès
| Édition | Or                             | Argent                              | Bronze                                 |
| ------- | ------------------------------ | ----------------------------------- | -------------------------------------- |
| 1999    | Stacy Dragila 4,60 m           | Anzhela Balakhonova 4,55 m          | Tatiana Grigorieva 4,45 m              |
| 2001    | Stacy Dragila 4,75 m           | Svetlana Feofanova 4,75 m           | Monika Pyrek 4,55 m                    |
| 2003    | Svetlana Feofanova 4,75 m      | Annika Becker 4,70 m                | Yelena Isinbayeva 4,65 m               |
| 2005    | Yelena Isinbayeva 5,01 m       | Monika Pyrek 4,60 m                 | Pavla Hamáčková-Rybová 4,50 m          |
| 2007    | Yelena Isinbayeva 4,80 m       | Kateřina Baďurová 4,75 m            | Svetlana Feofanova 4,75 m              |
| 2009    | Anna Rogowska 4,75 m           | Monika Pyrek Chelsea Johnson 4,65 m | —                                      |
| 2011    | Fabiana Murer 4,85 m           | Martina Strutz 4,80 m               | Svetlana Feofanova 4,75 m              |
| 2013    | Yelena Isinbayeva 4,89 m       | Jennifer Suhr 4,82 m                | Yarisley Silva 4,82 m                  |
| 2015    | Yarisley Silva 4,90 m          | Fabiana Murer 4,85 m                | Nikoléta Kiriakopoúlou 4,80 m          |
| 2017    | Ekateríni Stefanídi 4,91 m     | Sandi Morris 4,75 m                 | Robeilys Peinado Yarisley Silva 4,65 m |
| 2019    | Anzhelika Sidorova 4,95 m      | Sandi Morris 4,90 m                 | Ekateríni Stefanídi 4,85 m             |
| 2022    | Katie Moon 4,85 m              | Sandi Morris 4,85 m                 | Nina Kennedy 4,80 m                    |
| 2023    | Katie Moon Nina Kennedy 4,90 m | —                                   | Wilma Murto 4,80 m                     |

### Multiples médaillées
| Rang | Athlète            | Pays       | Période   | Or | Argent | Bronze | Total |
| ---- | ------------------ | ---------- | --------- | -- | ------ | ------ | ----- |
| 1    | Yelena Isinbayeva  | Russie     | 2003–2013 | 3  | 0      | 1      | 4     |
| 2=   | Stacy Dragila      | États-Unis | 1999–2001 | 2  | 0      | 0      | 2     |
| 2=   | Katie Moon         | États-Unis | 2022–2023 | 2  | 0      | 0      | 2     |
| 4    | Svetlana Feofanova | Russie     | 2001–2011 | 1  | 1      | 2      | 4     |
| 5    | Fabiana Murer      | Brésil     | 2011–2015 | 1  | 1      | 0      | 2     |
| 6    | Yarisley Silva     | Cuba       | 2013–2017 | 1  | 0      | 2      | 3     |
| 7    | Nina Kennedy       | Australie  | 2022–2023 | 1  | 0      | 1      | 2     |
| 8    | Sandi Morris       | États-Unis | 2017–2022 | 0  | 3      | 0      | 3     |
| 9    | Monika Pyrek       | Pologne    | 2001–2009 | 0  | 2      | 1      | 3     |

### Records des championnats
| Hauteur | Athlète             | Lieu     | Date         | Record |
| ------- | ------------------- | -------- | ------------ | ------ |
| 4,40 m  | Nicole Humbert      | Séville  | 21 août 1999 |        |
| 4,40 m  | Zsuzsanna Szabó     | Séville  | 21 août 1999 |        |
| 4,40 m  | Stacy Dragila       | Séville  | 21 août 1999 |        |
| 4,40 m  | Pavla Hamáčková     | Séville  | 21 août 1999 |        |
| 4,40 m  | Daniela Bártová     | Séville  | 21 août 1999 |        |
| 4,45 m  | Tatiana Grigorieva  | Séville  | 21 août 1999 |        |
| 4,45 m  | Anzhela Balakhonova | Séville  | 21 août 1999 |        |
| 4,45 m  | Stacy Dragila       | Séville  | 21 août 1999 |        |
| 4,50 m  | Anzhela Balakhonova | Séville  | 21 août 1999 |        |
| 4,50 m  | Stacy Dragila       | Séville  | 21 août 1999 |        |
| 4,55 m  | Anzhela Balakhonova | Séville  | 21 août 1999 |        |
| 4,55 m  | Stacy Dragila       | Séville  | 21 août 1999 |        |
| 4,60 m  | Stacy Dragila       | Séville  | 21 août 1999 | WR     |
| 4,60 m  | Stacy Dragila       | Edmonton | 6 août 2001  |        |
| 4,60 m  | Svetlana Feofanova  | Edmonton | 6 août 2001  |        |
| 4,65 m  | Stacy Dragila       | Edmonton | 6 août 2001  |        |
| 4,65 m  | Svetlana Feofanova  | Edmonton | 6 août 2001  |        |
| 4,70 m  | Stacy Dragila       | Edmonton | 6 août 2001  |        |
| 4,70 m  | Svetlana Feofanova  | Edmonton | 6 août 2001  |        |
| 4,75 m  | Svetlana Feofanova  | Edmonton | 6 août 2001  |        |
| 4,75 m  | Stacy Dragila       | Edmonton | 6 août 2001  |        |
| 4,75 m  | Svetlana Feofanova  | Paris    | 25 août 2003 |        |
| 5,01 m  | Yelena Isinbayeva   | Helsinki | 12 août 2005 | WR     |